# Ottavio Panunzi
Ottavio Panunzi (ur. 14 lutego 1933 w Rzymie, zm. 5 marca 2016 tamże) – włoski bokser, medalista mistrzostw Europy z 1955, olimpijczyk.

## Kariera w boksie amatorskim
Zwyciężył w wadze półciężkiej (do 81 kg) na mistrzostwach świata wojskowych w 1955 w Kaiserslautern. Zdobył brązowy medal w tej kategorii na mistrzostwach Europy w 1955 w Berlinie Zachodnim po wygraniu w ćwierćfinale z Tadeuszem Grzelakiem i przegranej walkowerem w półfinale z Ulrichem Nitzschkem z Niemieckiej Republiki Demokratycznej.
Wystąpił w wadze półciężkiej na igrzyskach olimpijskich w 1956 w Melbourne, gdzie po wygraniu jednej walki przegrał w ćwierćfinale z Gheorghem Negreą z Rumunii i odpadł z turnieju.
Był mistrzem Włoch w wadze średniej (do 75 kg) w 1953 i w wadze półciężkiej w 1955.

## Kariera w boksie zawodowym
Przeszedł na zawodowstwo w 1957. Stoczył 38 walk, z których wygrał 26 (13 przed czasem) i przegrał 12 (8 przed czasem). Nie walczył o żaden istotny tytuł. Ze znanych bokserów pokonał go Piero Del Papa (w 1962). Zakończył karierę w 1963.